# Corestheta alternata
Corestheta alternata là một loài bọ cánh cứng trong họ Cerambycidae.